# Лепонтинські Альпи
46°23′00″ пн. ш. 8°50′00″ сх. д. / 46.383333333333° пн. ш. 8.8333333333333° сх. д.
Лепонтинські Альпи (італ. Alpi Lepontine) — гори, частина Західних Альп на території Швейцарії (кантони Вале, Тічино і Граубюнден) і Італії (П'ємонт).
Лепонтинські Альпи відокремлені від Бернських Альп (на північном заході) долиною річки Рона, перевалами Фурка і Санкт-Готард, від Пеннінських Альп (на південному заході) — перевалом Симплон, від Гларнських Альп (на півночі) — долиною Переднього Рейну і перевалом Оберальп, від хребта Оберхальбштайн в Східних Альпах — перевалом Шплюген. Район на захід від Санкт-Готарда називають також Тічинські Альпи, на схід — Адула.
Довжина 130 км
Найвища точка — гора Монте-Леоні (3561 м).
Складені гранітами, гнейсами, сланцями.
Назва Лепонтинських Альп походить від стародавнього народу лепонтійців, що населяв цей район.
На схилах — широколистяні і хвойні ліси; вище 1600—1800 м — гірські чагарники і луки.